# Synthol
Synthol ist ein Gemisch verschiedener Öle, das missbräuchlich im Bodybuilding zur optischen Vergrößerung der Muskulatur verwendet wird. Die Rezeptur wurde Anfang der 1990er Jahre von dem Deutschen Chris Clark entwickelt, um einen Ersatz für das zuvor verwendete Esiclene zu schaffen, dessen Produktion eingestellt worden war.

## Zusammensetzung
Synthol besteht aus 85 % MCT-Öl (mittelkettige Triglyceride), 7,5 % Lidocain (ein Lokalanästhetikum) sowie 7,5 % Benzylalkohol (als Konservierungsmittel).

## Missbräuchliche Anwendung/Wirkung
Um einen spezifischen Muskel zu vergrößern, wird Synthol in den untersten Teil des Muskels gespritzt. Dieser Vorgang wird mindestens 3 Wochen 3-mal täglich durchgeführt, wobei immer in die gleiche Stelle injiziert wird. Die regelmäßigen Injektionen führen zu einer Verkapselung des Öls im Gewebe, die einige Monate erhalten bleibt. Das im Muskel eingelagerte Öl hebt den über ihm liegenden Teil des Muskels an und führt so zu einer optischen Vergrößerung des Muskels. Die Zunahme von Muskelvolumen ist rein optisch und nicht mit einem Kraftzuwachs verbunden.
Die Injektion in ein großes Blutgefäß kann zu Embolien, Herzinfarkten, dauerhaften Gehirnschädigungen oder Atemkrisen führen.
Injektionen unter den Muskel, wie sie im Bodybuilding häufig vorgenommen werden, können zu einer Lymphadenopathie führen.
Über mögliche Langzeitfolgen durch den Einsatz von Synthol liegen derzeit keine gesicherten Erkenntnisse vor.